# Ciudades solares en Australia

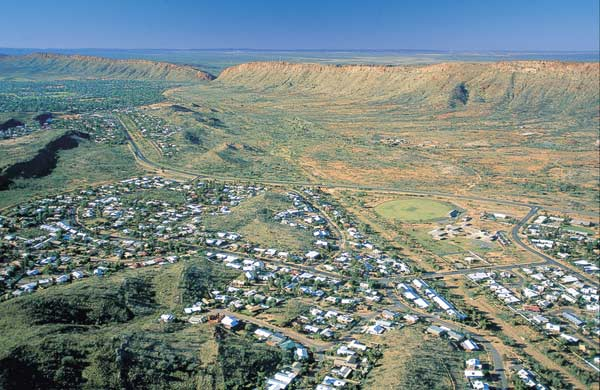
Alice Springs, ubicada alrededor del desierto de Simpson, es una de las cinco regiones nominadas en Australia para convertirse en una ciudad solar.

Solar Cities es un programa de demostración innovador de 97 millones de dólares diseñado para promover la energía solar, los medidores inteligentes, la conservación de la energía y los nuevos enfoques de los precios de la electricidad para proporcionar un futuro energético sostenible en las zonas urbanas de toda Australia. Adelaide, Alice Springs, Blacktown, Central Victoria y Townsville fueron nominadas para ser las primeras Ciudades Solares de Australia, en la campaña electoral de 2007, el gobierno laborista se comprometió a expandir el programa para incluir Coburg y Perth . "Solar Cities es un programa innovador que tiene como objetivo mostrar cómo la tecnología, el cambio de comportamiento y los nuevos enfoques de los precios de la energía pueden combinarse para proporcionar un futuro de energía sostenible en las zonas urbanas de Australia" (Alice Solar City Energy Champions 2008, pág.2).

## Objetivos clave
Los objetivos clave del programa son demostrar las posibilidades de la energía solar, los medidores inteligentes, la conservación de la energía, los nuevos enfoques del precio de la electricidad y la vida sostenible en lugares urbanos. Es un enfoque de asociación que involucra a todos los niveles de gobierno, el sector privado y la comunidad local. Los consumidores podrán comprar paneles solares fotovoltaicos utilizando préstamos con descuento. El proyecto también planea ayudar a los hogares de bajos ingresos y de alquiler en la comunidad a compartir los beneficios del proyecto a través de otras iniciativas de ahorro de costos. El proyecto Solar City tiene como objetivo que los clientes comprendan mejor el uso de la energía, que las compañías eléctricas comprendan el alcance de los ahorros en costos en los períodos de máxima demanda, para brindar un entorno de bajo riesgo para probar nuevas opciones de energía sostenible y para que los gobiernos desarrollen energía y energía verde en el futuro. Políticas de emisión de viviendas. Su visión es crear un modelo de cooperación entre gobiernos, empresas y la comunidad para lograr una comunidad consciente de su entorno y recursos naturales únicos (Alice Solar City, 2008 pág.   2). El programa enfatiza la importancia de ser energéticamente eficientes como la primera prioridad, seguido de la utilización de fuentes de energía renovables (Alice Solar City Energy Champions 2008, pág.   3). 

## Proyectos de ciudad solar

### Adelaide
Las áreas de la ciudad de Salisbury, la ciudad de Tea Tree Gully y la ciudad de Playford y el Consejo de la ciudad de Adelaide son parte de la Ciudad Solar de Adelaide. Adelaide tiene problemas de suministro eléctrico máximo, precios de electricidad domésticos promedio más altos que otros estados y una gran cantidad de luz solar cada año. 
Las opciones de energía que se están probando a través de Adelaide Solar City incluyen: 
1. Se instalarán 1700 paneles solares fotovoltaicos (2 MW) en viviendas y edificios comerciales que duplicarán la capacidad fotovoltaica actual del sur de Australia.
2. Los consumidores recibirán ayuda para financiar sus sistemas solares.
3. Instalación de paneles solares en hasta cinco edificios emblemáticos, como Adelaide Central Markets, el nuevo Adelaide Bus Depot, Salisbury Watershed, Playford Aquadome y SA Water Building.
4. Se instalarán 7000 medidores inteligentes en hogares y empresas para ayudar a las personas a controlar su uso de energía.
5. Se distribuirán 40 000 paquetes de información y eficiencia energética.
6. Una extensa campaña de consumidores para adoptar Green Power.
7. Algunos inquilinos de viviendas comunitarias para probar la energía solar y el agua caliente solar.[4]

### Alice Springs
Algunas características propuestas del proyecto incluyen: 
1. Varias grandes instalaciones notables de energía solar.
2. 400 contadores inteligentes en 350 viviendas y 50 negocios. Estos se combinarán con una tarifa de tiempo de uso para alentar a los clientes a reducir su uso de energía en momentos de alta demanda.
3. Sistemas fotovoltaicos residenciales y comerciales que proporcionarán energía solar para Alice Springs.
4. Una tarifa de recompra de la energía vendida de nuevo a la red para alentar la adquisición de paneles fotovoltaicos.
5. 1000 sistemas solares de agua caliente para hogares.
6. 850 auditorías energéticas "de paso" para ayudar a la comunidad a administrar mejor su uso de energía. Se esperan reducciones de hasta el 20% de sus cuentas de energía futuras.[5]

El 1 de octubre de 2008 se anunció un proyecto de 1,54 millones de AUD para construir el sistema de energía solar con techo montado más grande de Australia en el techo del Alice Crowne Plaza
Alice Solar City lleva operando poco más de 1,5 años. Hasta la fecha, el 17 de marzo de 2009, 610 familias y 32 empresas se habían registrado en Alice Solar City; Se completaron 520 encuestas de energía doméstica y se emitieron $ 1.5 millones en incentivos financieros para medidas de eficiencia energética. Se instalaron más de 40 sistemas solares fotovoltaicos y 100 sistemas solares de agua caliente (Centralian Advocate 2009e, pág.   23). Se estima que las instalaciones de tecnología solar completadas ahorran 400,000 kWh por año, lo que equivale al consumo de energía promedio de aproximadamente 50 hogares de Alice Springs (Boon 2009, pág.   4). 
Beneficios ambientales proyectados (Alice Solar City Energy Champions 2008) 
Reducción de la demanda de energía: 5,352   kW 
Reducción del consumo de energía anual: 10,667 MWh / año (electricidad) + 5,233 GJ / año (gas) 
Reducción estimada de las emisiones de CO 2: 8,683 ton / año (electricidad) + 4,259 ton / año (gas) 
Autos equivalentes retirados por año: 3,266 Número equivalente de todos los autos en Alice Springs retirados por año: 22% 

### Blacktown
La organización líder para este proyecto es BP Solar. Este proyecto incluye pruebas de auditoría de eficiencia, 3.500 consultas de eficiencia energética, instalación de calentadores de agua solares e instalación de paneles fotovoltaicos que suministran un megavatio de energía solar, entre otras medidas.

### Victoria Central
El 10 de diciembre de 2008 se anunció la ciudad solar central de Victoria. Abarca una quinta parte de Victoria e involucra a catorce municipios. Los locales de Ballarat y Bendigo podrán soportar la energía solar sin tener un sistema fotovoltaico en su techo, como dos grandes parques solares, cada uno de los cuales genera 300   kW, se construirá cerca de esas ciudades.

### Coburg
La ciudad solar de Coburg se anunció el 10 de junio de 2008. Los hogares de bajos ingresos están destinados a ser un enfoque del programa.

### Perth
En la etapa 1 del proyecto Perth Solar City se propone: 
1. Instale 6000 contadores inteligentes y 2514 contadores inteligentes con monitores.
2. Distribuir e instalar 6300 paquetes de eficiencia energética de Perth Solar City.
3. tener 20 escuelas instalar un 1   sistema fotovoltaico de kW y monitores de clase.
4. instalar 663 1   Sistemas fotovoltaicos de kW y 695 sistemas solares de agua caliente.

### Townsville
Ergon Energy es el líder del consorcio que inició el proyecto 2007-2013. El proyecto incluyó auditorías energéticas gratuitas, instalación de medidores inteligentes y sistemas solares fotovoltaicos instalados en hogares y edificios públicos seleccionados.

### Otras fuentes
- Alice Solar City Energy Champions. 2008, Programa general, presentado en el Centro de vida inteligente de Alice Solar City, Alice Springs, pág.   1,2,3,4,6,7,8,10,11,13
- Alice Solar City 2008, Estados Unidos, Gobierno australiano disponible[10]
- Boon, C. 2009. 'Cientos de personas que toman fondos solares', Defensor Central, 3 de abril, pág.   4.

### Citas
1. ↑  Department of Water, Environment, Heritage and the Arts. «Federal Solar Cities initiative». Archivado desde el original el 22 de junio de 2008. Consultado el 5 de julio de 2008.
2. ↑   https://web.archive.org/web/20071011160927/http://www.renewableenergyaccess.com/rea/news/story?id=45948. Archivado desde el original el 11 de octubre de 2007. Consultado el 28 de abril de 2007. Falta el |título= (ayuda)
3. ↑   Alice Solar City Energy Champions 2008, p.   1
4. ↑   https://web.archive.org/web/20081201084922/http://www.environment.gov.au/settlements/solarcities/adelaide/index.html. Archivado desde el original el 1 de diciembre de 2008. Consultado el 27 de enero de 2009. Falta el |título= (ayuda)
5. ↑   https://web.archive.org/web/20080523090905/http://www.alicesprings.nt.gov.au/astc_site/community/solar_city. Archivado desde el original el 23 de mayo de 2008. Consultado el 30 de junio de 2008. Falta el |título= (ayuda)
6. ↑  «Media releases and speeches 1996 - 2013: Environment Portfolio». Environment.gov.au. Consultado el 20 de febrero de 2016.
7. ↑  Blacktown Solar City Project. Retrieved 23 November 2007 Archivado el 28 de agosto de 2007 en Wayback Machine.
8. ↑  «Media releases and speeches 1996 - 2013: Environment Portfolio». Environment.gov.au. Consultado el 20 de febrero de 2016.
9. ↑  «Media releases and speeches 1996 - 2013: Environment Portfolio». Environment.gov.au. Consultado el 20 de febrero de 2016.
10. ↑  «About Us». Alice Solar City. Archivado desde el original el 3 de marzo de 2016. Consultado el 20 de febrero de 2016.